# Fosso Macinante
Il Fosso Macinante, detto in passato anche "Fosso Bandito" o "Gora di Ognissanti", è un canale artificiale che viene alimentato dal fiume Arno e sfocia nel fiume Bisenzio, attraversa la zona occidentale della città di Firenze, correndo parallelo all'Arno sulla sua riva destra.

## Origine
La sua origine è molto antica e si hanno testimonianze già dal 1321. In un primo tempo il canale faceva parte della rete dei "bisarni", fossi artificiali destinati a raccogliere le acque dell'Arno in caso di piena per deviarle nelle campagne e come punto di raccolta dei vari corsi d'acqua della piana; successivamente, da cui il nome, le sue acque furono usate per azionare una serie di mulini (oggi ne sopravvive solo uno, quello detto "di San Moro" a San Donnino, nel comune di Campi Bisenzio).

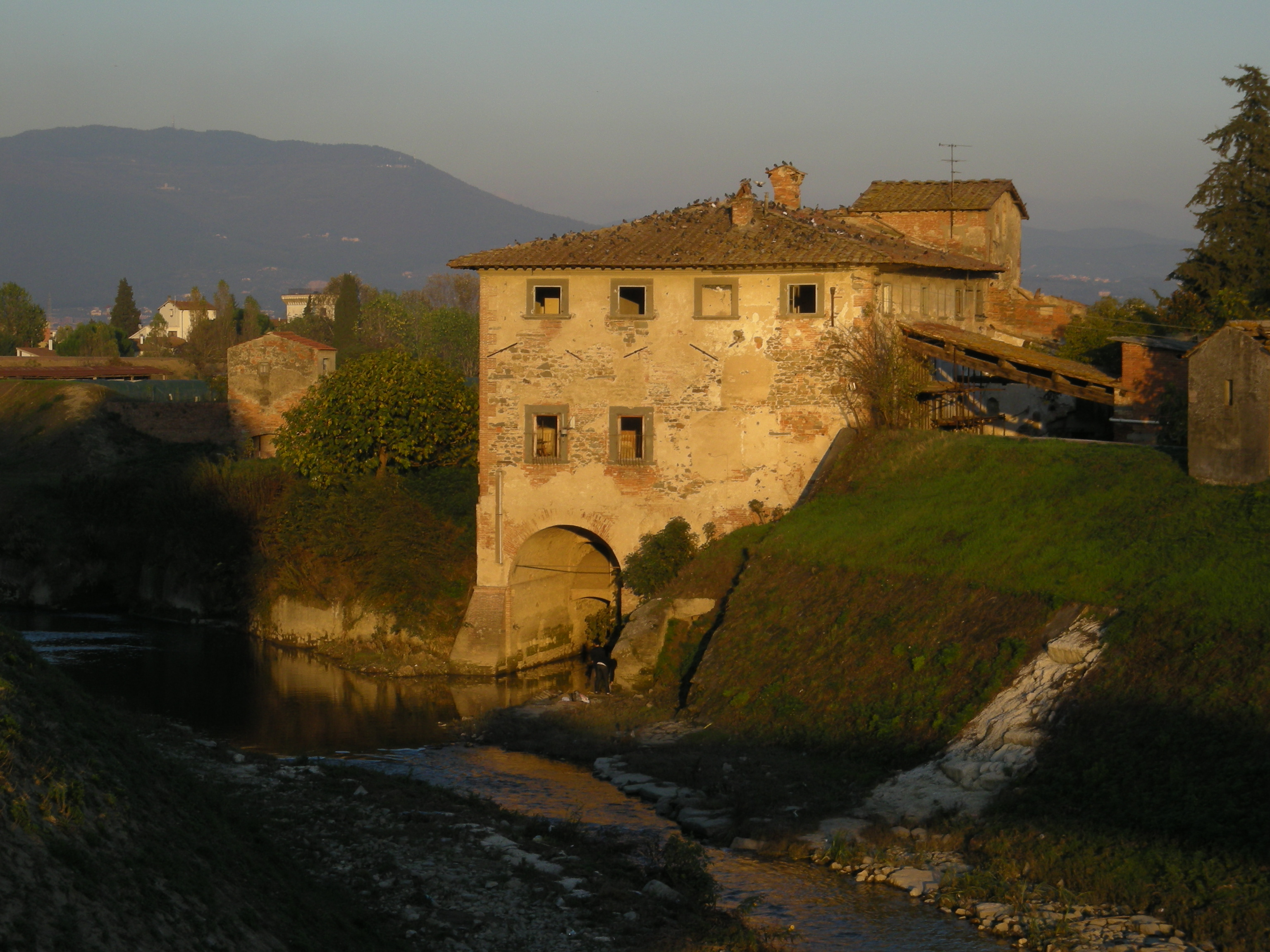
La confluenza del fosso nel Bisenzio al di sotto del mulino di San Moro

Il fosso si stacca dal fiume Arno nei pressi della Pescaia di Santa Rosa, passa sotto via Solferino, costeggia il Parco delle Cascine, sottopassa il Mugnone in località "Le Mulina" (altra testimonianza dell'attività del passato legata al fosso) e scorre all'interno della riva destra dell'Arno attraversando il quartiere di Peretola (Petriolo) dove è in gran parte interrato e vi è stata costruita sopra una pista ciclabile, quindi prosegue per i quartieri Quaracchi e Brozzi, disegnando una larga ansa verso nord; quindi entra nella frazione di San Donnino del comune di Campi Bisenzio e qui confluisce nel fiume Bisenzio in località "Il Valico" ove è presente il mulino di San Moro nei pressi della frazione di San Mauro del comune di Signa.
A partire dal 2021 il tratto del Fosso Macinante che costeggia l'area delle ex-OGR e va dal nuovo Teatro del Maggio al ponte di via delle Cascine è oggetto di un cantiere per la realizzazione del c.d. "Collettore Poggi", un'opera che servirà ad integrare la rete fognaria dell'area nord della città con i principali collettori urbani e che in quel tratto scorre sotto all'alveo artificiale del fosso.
Il Fosso Macinante è oggetto di alcuni progetti di nuove infrastrutture che si prevede interferiscano con il suo corso, in particolar modo la realizzazione della viabilità accessoria alla linea 4 del sistema tranviario Fiorentino che per la realizzazione del tratto della c.d. "Pistoiese-Rosselli" prevede il tombamento di parte del canale nei pressi di via Vespucci. Non è previsto invece il tombamento nel tratto adiacente al complesso dell'ex Manifattura Tabacchi né nell'area ex-OGR e dei giardini del nuovo Teatro del Maggio, per ragioni di rischio idrogeologico.